# Attilly
Attilly est une commune française située dans le département de l'Aisne en région Hauts-de-France.

## Géographie

### Situation
Attilly (centre), sa mairie, son école (fermée), sa salle des fêtes (sur le sart), son église, sa gare (fermée), ses 25 cafés (tous fermés), son tumulus, ses calvaires et son château d'eau.
Attilly est composée de deux hameaux : 
- Marteville, au nord, son cimetière anglais, sa gare (fermée), son château (privé) se trouve situé tout contre le village de Vermand ;
- Villevèque, à l'ouest, résidence des évêques de Noyon, ses étangs pour la pêche, son moulin (où on apprend à nager).

Attilly est entourée pour partie du bois d'Holnon et d'Attilly.
L'Omignon traverse la commune d'Attilly, à Marteville et Villevèque.
|                        | Vermand    | Maissemy |
| Caulaincourt           | Attilly    | Holnon   |
| Beauvois-en-Vermandois | Étreillers | Savy     |

### Transports en commun routiers
La localité est desservie par les autocars du réseau inter-urbain Trans'80, chaque jour de la semaine, sauf le dimanche et les jours fériés (ligne no 49, Péronne - Roisel - Saint-Quentin).

### Hydrographie

#### Réseau hydrographique
La commune est située dans le bassin Artois-Picardie. Elle est drainée par Omignon, Marteville et un autre petit cours d'eau.
L'Omignon, d'une longueur de 32 km, prend sa source dans la commune de Bellenglise et se jette  dans la Somme à Brie, après avoir traversé 16 communes.

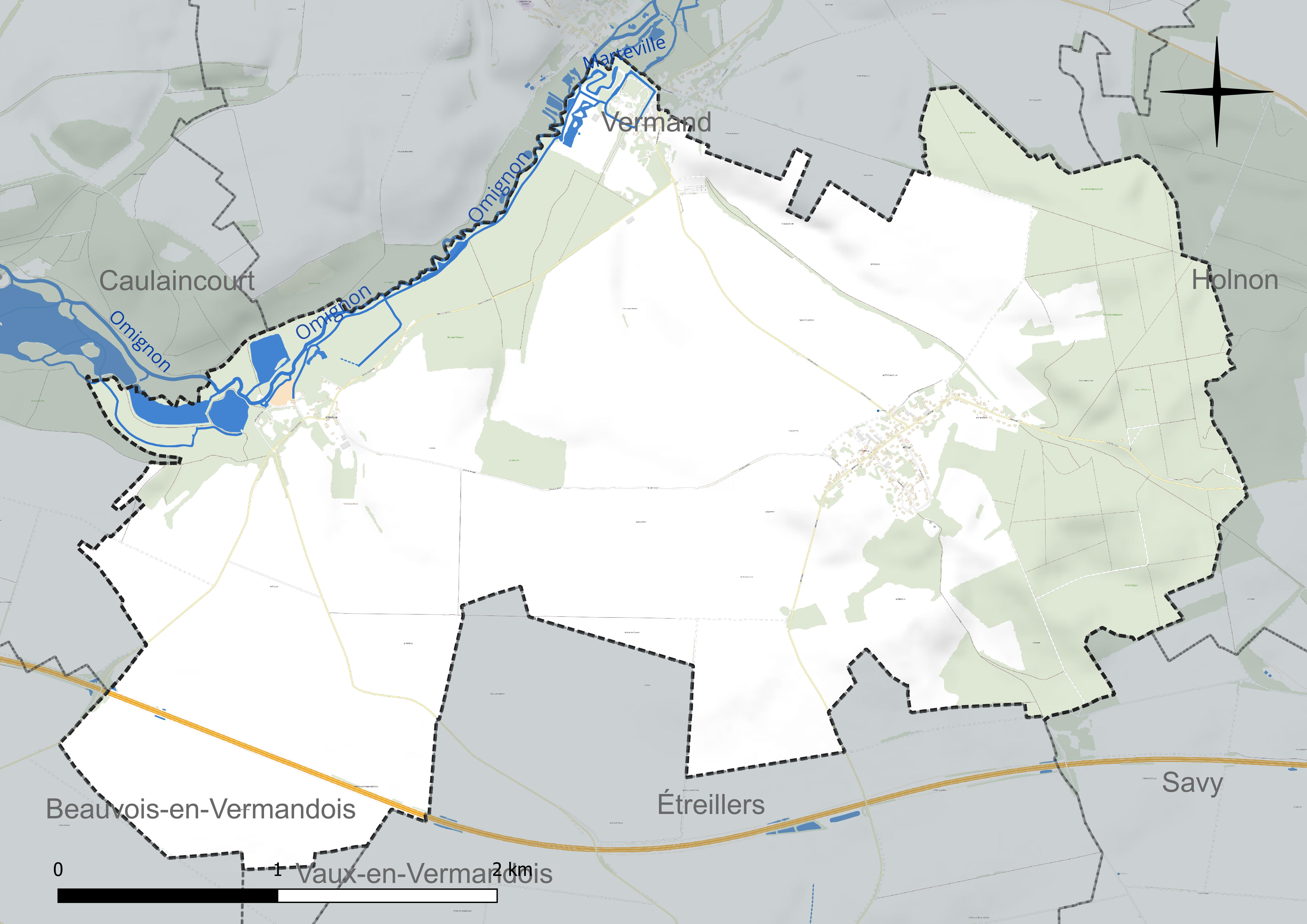
Réseau hydrographique d'Attilly.

#### Gestion et qualité des eaux
Le territoire communal est couvert par le schéma d'aménagement et de gestion des eaux (SAGE) « Haute Somme ». Ce document de planification concerne un territoire de 1 798 km2 de superficie, délimité par le bassin versant de la Haute Somme est constitué d'un réseau hydrographique complexe de cours d'eau, de marais, d'étangs et de canaux. Le périmètre a été arrêté le 21 avril 2006 et le SAGE proprement dit a été approuvé le 15 juin 2017. La structure porteuse de l'élaboration et de la mise en œuvre est le syndicat mixte d'aménagement hydraulique du bassin versant de la Somme (AMEVA).
La qualité des cours d'eau peut être consultée sur un site dédié géré par les agences de l'eau et l'Agence française pour la biodiversité.

### Climat
Pour des articles plus généraux, voir Climat des Hauts-de-France et Climat de l'Aisne.
En 2010, le climat de la commune est de type climat océanique dégradé des plaines du Centre et du Nord, selon une étude du CNRS s'appuyant sur une série de données couvrant la période 1971-2000. En 2020, Météo-France publie une typologie des climats de la France métropolitaine dans laquelle la commune est exposée à un climat océanique et est dans la région climatique Nord-est du bassin Parisien, caractérisée par un ensoleillement médiocre, une pluviométrie moyenne régulièrement répartie au cours de l'année et un hiver froid (3 °C).
Pour la période 1971-2000, la température annuelle moyenne est de 10,2 °C, avec une amplitude thermique annuelle de 14,8 °C. Le cumul annuel moyen de précipitations est de 727 mm, avec 11,1 jours de précipitations en janvier et 8,9 jours en juillet. Pour la période 1991-2020, la température moyenne annuelle observée sur la station météorologique la plus proche, située sur la commune de Fontaine-lès-Clercs à 7 km à vol d'oiseau, est de 10,8 °C et le cumul annuel moyen de précipitations est de 683,4 mm,. Pour l'avenir, les paramètres climatiques de la commune estimés pour 2050 selon différents scénarios d'émission de gaz à effet de serre sont consultables sur un site dédié publié par Météo-France en novembre 2022.

## Urbanisme

### Typologie
Au 1er janvier 2024, Attilly est catégorisée commune rurale à habitat dispersé, selon la nouvelle grille communale de densité à 7 niveaux définie par l'Insee en 2022.
Elle est située hors unité urbaine. Par ailleurs la commune fait partie de l'aire d'attraction de Saint-Quentin, dont elle est une commune de la couronne,. Cette aire, qui regroupe 120 communes, est catégorisée dans les aires de 50 000 à moins de 200 000 habitants,.

### Occupation des sols
L'occupation des sols de la commune, telle qu'elle ressort de la base de données européenne d'occupation biophysique des sols Corine Land Cover (CLC), est marquée par l'importance des territoires agricoles (67,9 % en 2018), en diminution par rapport à 1990 (70 %). La répartition détaillée en 2018 est la suivante : 
terres arables (66,2 %), forêts (28,7 %), zones urbanisées (2,1 %), zones agricoles hétérogènes (1,6 %), eaux continentales (1,3 %).
L'évolution de l'occupation des sols de la commune et de ses infrastructures peut être observée sur les différentes représentations cartographiques du territoire : la carte de Cassini (XVIIIe siècle), la carte d'état-major (1820-1866) et les cartes ou photos aériennes de l'IGN pour la période actuelle (1950 à aujourd'hui).

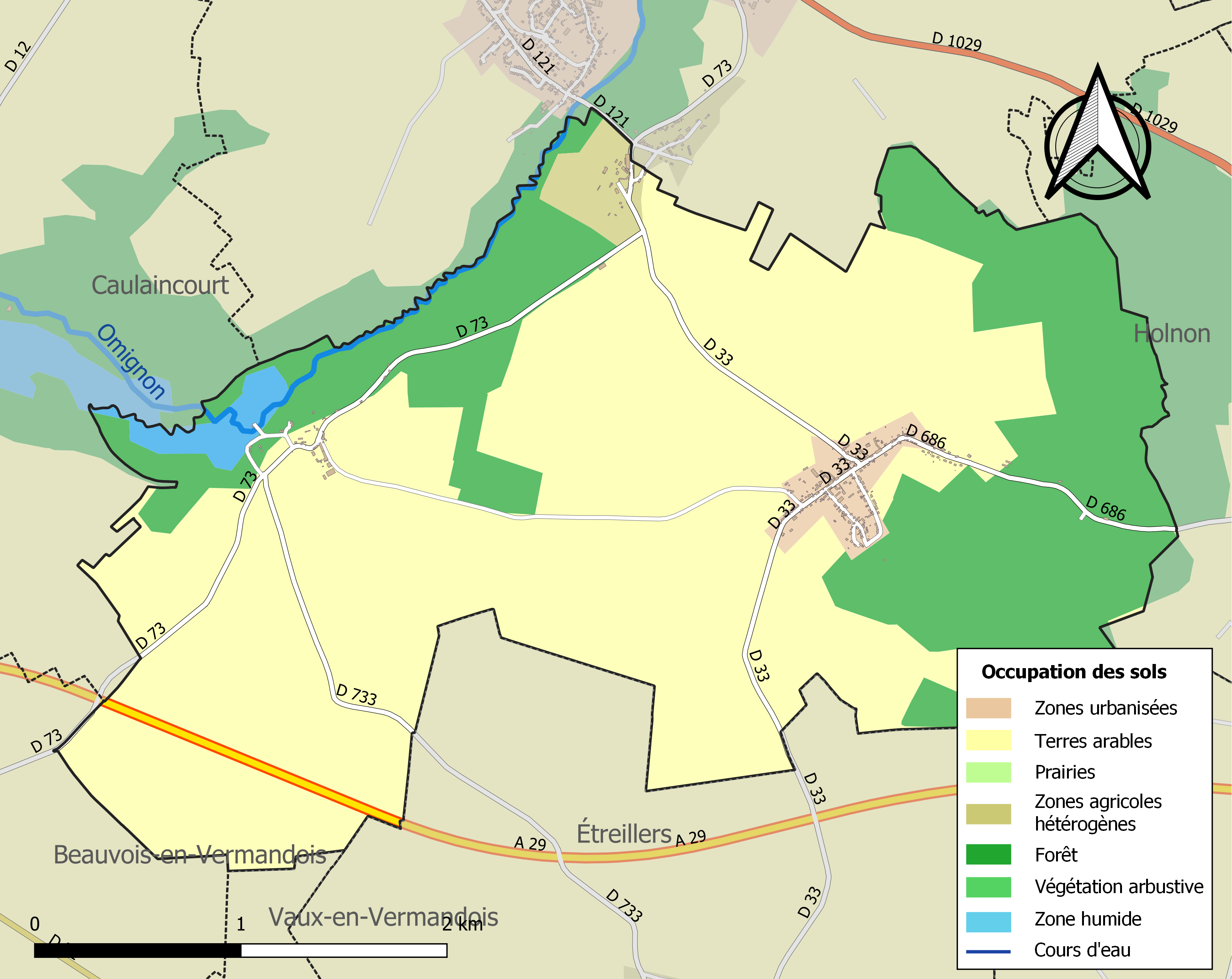
Carte des infrastructures et de l'occupation des sols de la commune en 2018 (CLC).

## Toponymie
Le nom de la localité est attesté sous les formes Athelli (XIIe siècle) ; Territorium d'Atilli (1295) ; Ateli (1336) ; Atelli (vers 1340) ; Athilly (1565) ; Athily (1575).
Attilly, dont le nom est dérivé d'un mot traduisible par l'expression « qui domine l'eau, doit sans doute son nom à sa position au sommet d'une butte ». L'origine d'Attilly remonte donc probablement à une villa romaine. Cependant, la région est habitée depuis bien plus longtemps.

## Histoire
|  |  |

Marteville a pour origine Temple de Mars. Dieu de la guerre pour les Romains, il permettait aux légionnaires romains de vénérer leurs dieux avant leur arrivée à Vermand.
Villevêque comme Attilly doit son nom à une villa romaine : la Villa de l'évêque. Au bord de l'Omignon, Villevêque était la résidence de campagne de saint Éloi, l'évêque du diocèse de Saint-Quentin et de Noyon. L'église Saint-Quentin du bois d'Holnon, où saint Éloi a retrouvé les reliques de saint Quentin est à environ 5 km de Villevêque sur la route de Saint-Quentin. Église malheureusement détruite durant la Première Guerre mondiale.
À l'origine, le village principal était Marteville, Villevêque un hameau de Marteville et Attilly un hameau d'Holnon. En 1706, par ordonnance de l'évêque, à la suite du pilage de l'église dite d'En Haut (Saint-Quentin), l'accès à l'église fut interdit, le pèlerinage de saint Quentin arrêté et la commune d'Holnon perdit Attilly au profit de Marteville. Un carrefour de six chemins (dit de l'arbre d'Espée) se trouvait dans le bois d'Holnon. Il était, dit-on, le rendez-vous des sorciers des alentours.
Après les destructions de la Première Guerre mondiale, le village est devenu Attilly. Attilly est devenu plus important que Marteville en nombre d'habitants. L'église de Marteville fut reconstruite à Attilly. Les habitants de Marteville et de Villevêque ont surnommé un temps les habitants d'Attilly : « C'est voleu d'église » (C'est voleur d'église).
Charles Poette en écrit une histoire au début du XXe siècle.
Le village fut rasé pendant la Première Guerre mondiale : un seul abreuvoir était encore debout au sortir du conflit.
Lors de la Première Guerre mondiale, le lieutenant-colonel John Dimmer (récipiendaire de la croix de Victoria) y mourut en menant une charge à cheval au cours d'une contre-attaque contre les positions allemandes. 

## Politique et administration

### Découpage territorial
La commune d'Attilly est membre de la communauté de communes du Pays du Vermandois, un établissement public de coopération intercommunale (EPCI) à fiscalité propre créé le 31 décembre 1993 dont le siège est à Bellicourt. Ce dernier est par ailleurs membre d'autres groupements intercommunaux.
Sur le plan administratif, elle est rattachée à l'arrondissement de Saint-Quentin, au département de l'Aisne et à la région Hauts-de-France. Sur le plan électoral, elle dépend du  canton de Saint-Quentin-1 pour l'élection des conseillers départementaux, depuis le redécoupage cantonal de 2014 entré en vigueur en 2015, et de la deuxième circonscription de l'Aisne  pour les élections législatives, depuis le dernier découpage électoral de 2010.

### Administration municipale
| Période                                  | Période                   | Identité         | Étiquette | Qualité                                 |
| ---------------------------------------- | ------------------------- | ---------------- | --------- | --------------------------------------- |
| Les données manquantes sont à compléter. |                           |                  |           |                                         |
| avant 1876                               | après 1877                | Mauduit          |           |                                         |
|                                          |                           | François Vassant |           |                                         |
| Les données manquantes sont à compléter. |                           |                  |           |                                         |
| (maire en 1981)                          | 1983                      | Georges Lenain   |           |                                         |
| 1983                                     | mars 2008                 | Pierre Vassant   |           |                                         |
| mars 2008                                | mai 2020                  | Jean-Paul Bruet  | DVG       | Retraité Réélu pour le mandat 2014-2020 |
| mai 2020                                 | En cours (au 31 mai 2020) | Sylvie Belmère   |           |                                         |

## Démographie
Les habitants d'Attilly s'appellent traditionnellement « les Gens d'Attilly ». Un débat se tient pour les appeler plutôt les « Attillois » ou les « Attilliens ».
L'évolution du nombre d'habitants est connue à travers les recensements de la population effectués dans la commune depuis 1793. Pour les communes de moins de 10 000 habitants, une enquête de recensement portant sur toute la population est réalisée tous les cinq ans, les populations de référence des années intermédiaires étant quant à elles estimées par interpolation ou extrapolation. Pour la commune, le premier recensement exhaustif entrant dans le cadre du nouveau dispositif a été réalisé en 2004.

En 2022, la commune comptait 345 habitants, en évolution de −6,25 % par rapport à 2016 (Aisne : −1,97 %, France hors Mayotte : +2,11 %).
| 1793 | 1800 | 1806 | 1821 | 1831 | 1836 | 1841 | 1846 | 1851 |
| ---- | ---- | ---- | ---- | ---- | ---- | ---- | ---- | ---- |
| 505  | 521  | 576  | 561  | 719  | 712  | 695  | 730  | 733  |

| 1856 | 1861 | 1866 | 1872 | 1876 | 1881 | 1886 | 1891 | 1896 |
| ---- | ---- | ---- | ---- | ---- | ---- | ---- | ---- | ---- |
| 742  | 781  | 807  | 769  | 730  | 670  | 670  | 664  | 597  |

| 1901 | 1906 | 1911 | 1921 | 1926 | 1931 | 1936 | 1946 | 1954 |
| ---- | ---- | ---- | ---- | ---- | ---- | ---- | ---- | ---- |
| 663  | 651  | 543  | 401  | 417  | 391  | 388  | 368  | 381  |

| 1962 | 1968 | 1975 | 1982 | 1990 | 1999 | 2004 | 2006 | 2009 |
| ---- | ---- | ---- | ---- | ---- | ---- | ---- | ---- | ---- |
| 411  | 376  | 376  | 378  | 401  | 397  | 401  | 403  | 391  |

| 2014 | 2019 | 2022 | - | - | - | - | - | - |
| ---- | ---- | ---- | - | - | - | - | - | - |
| 373  | 354  | 345  | - | - | - | - | - | - |

## Culture locale et patrimoine

### Lieux et monuments

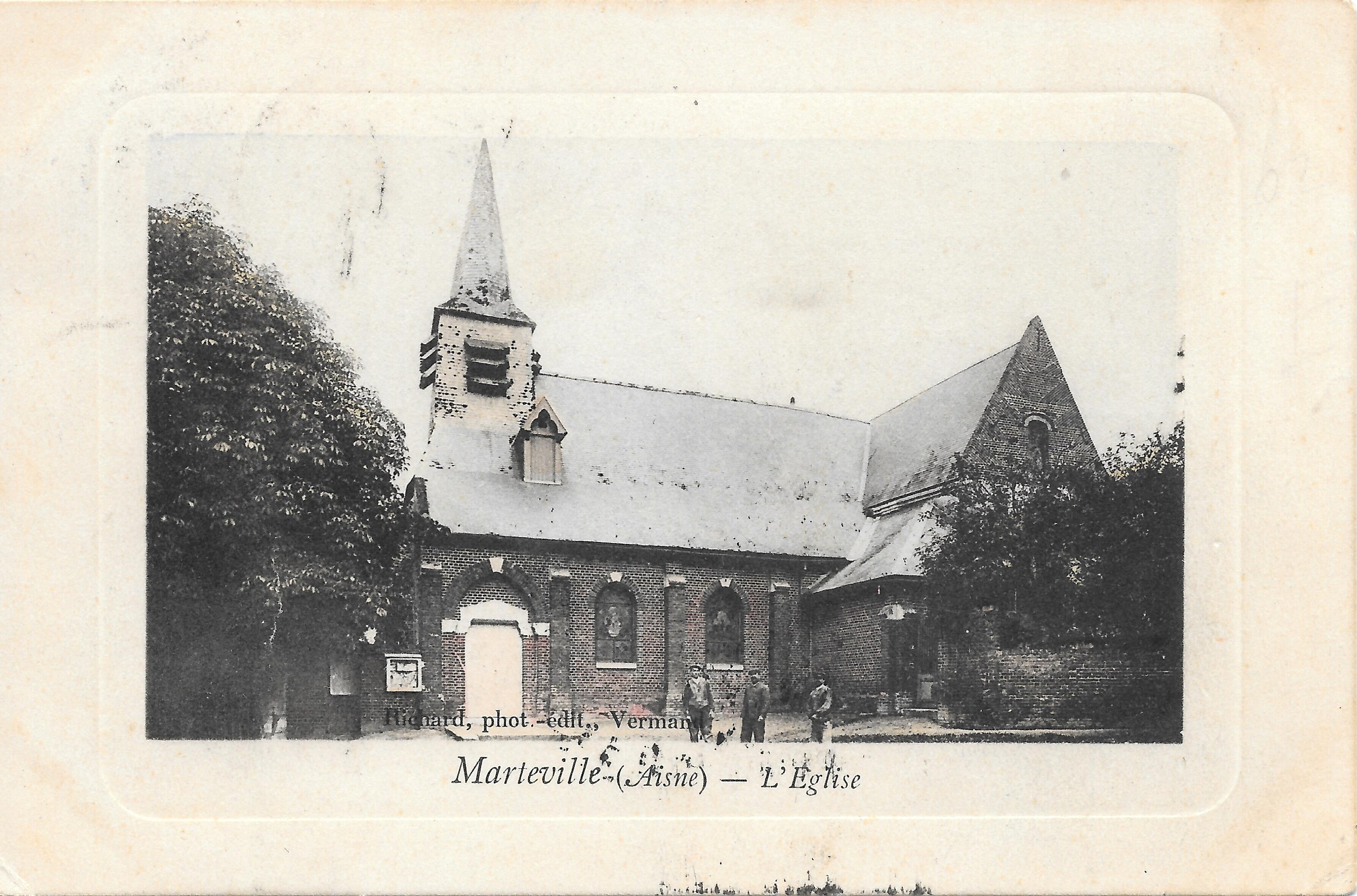
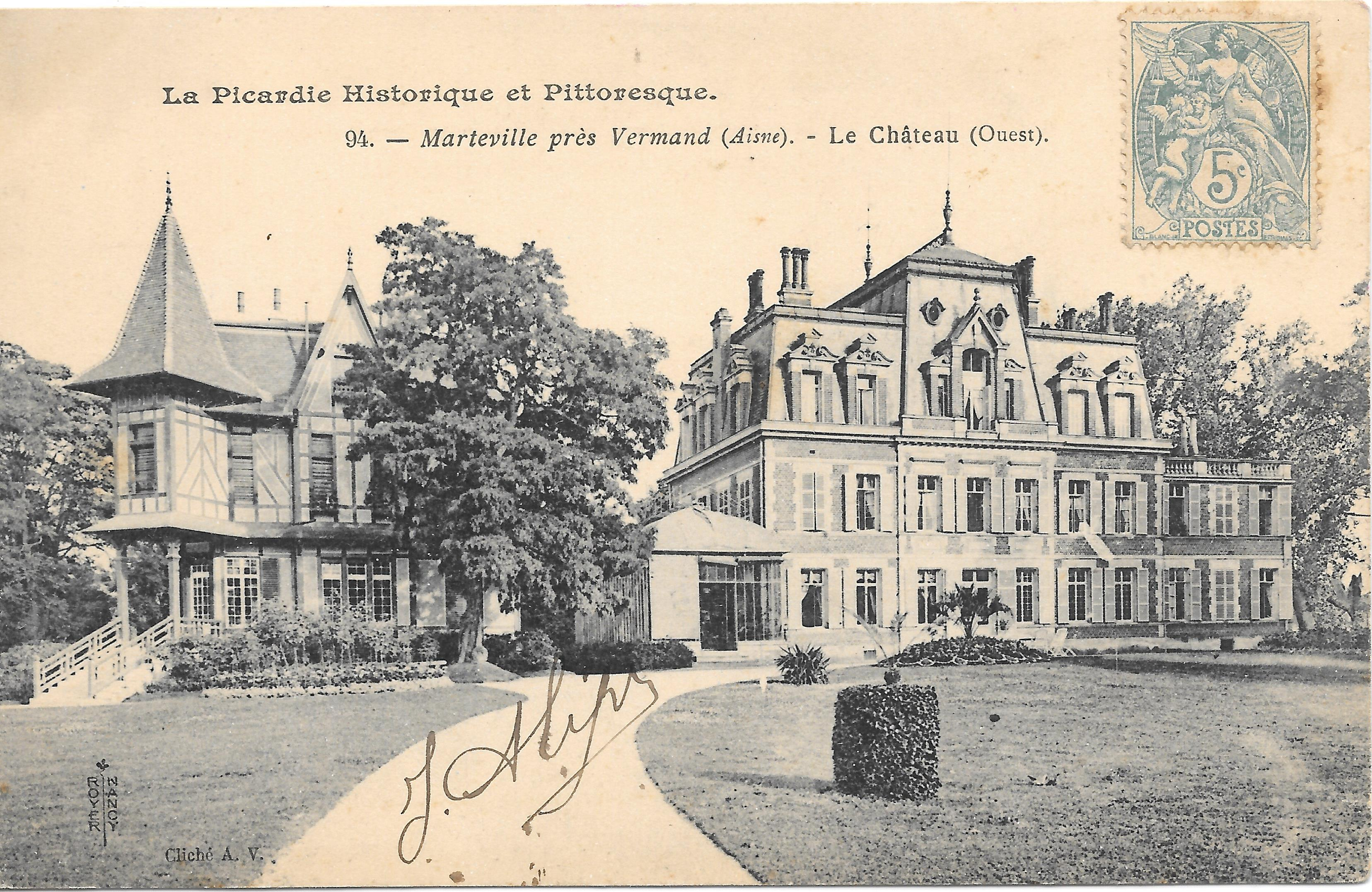
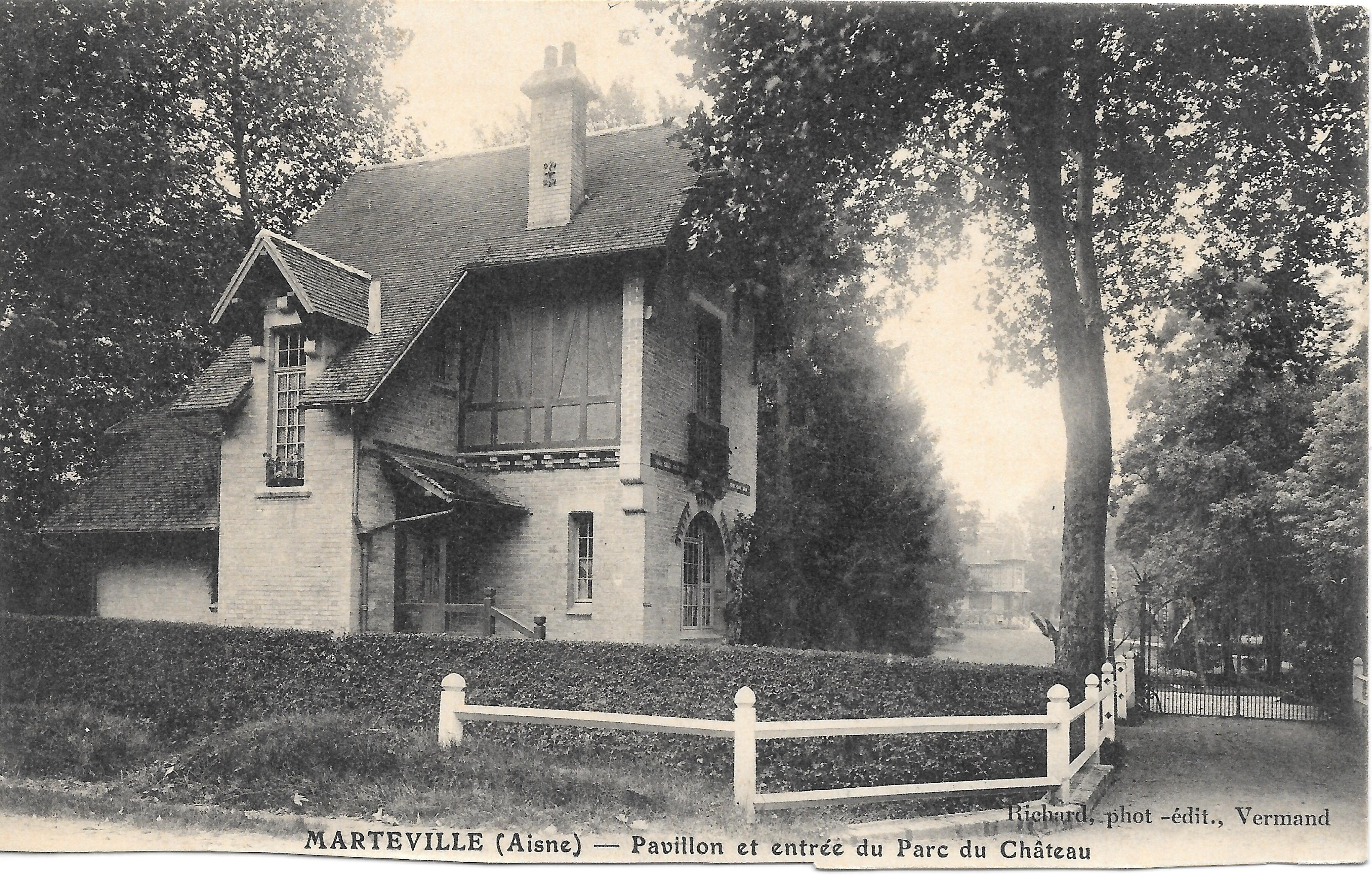
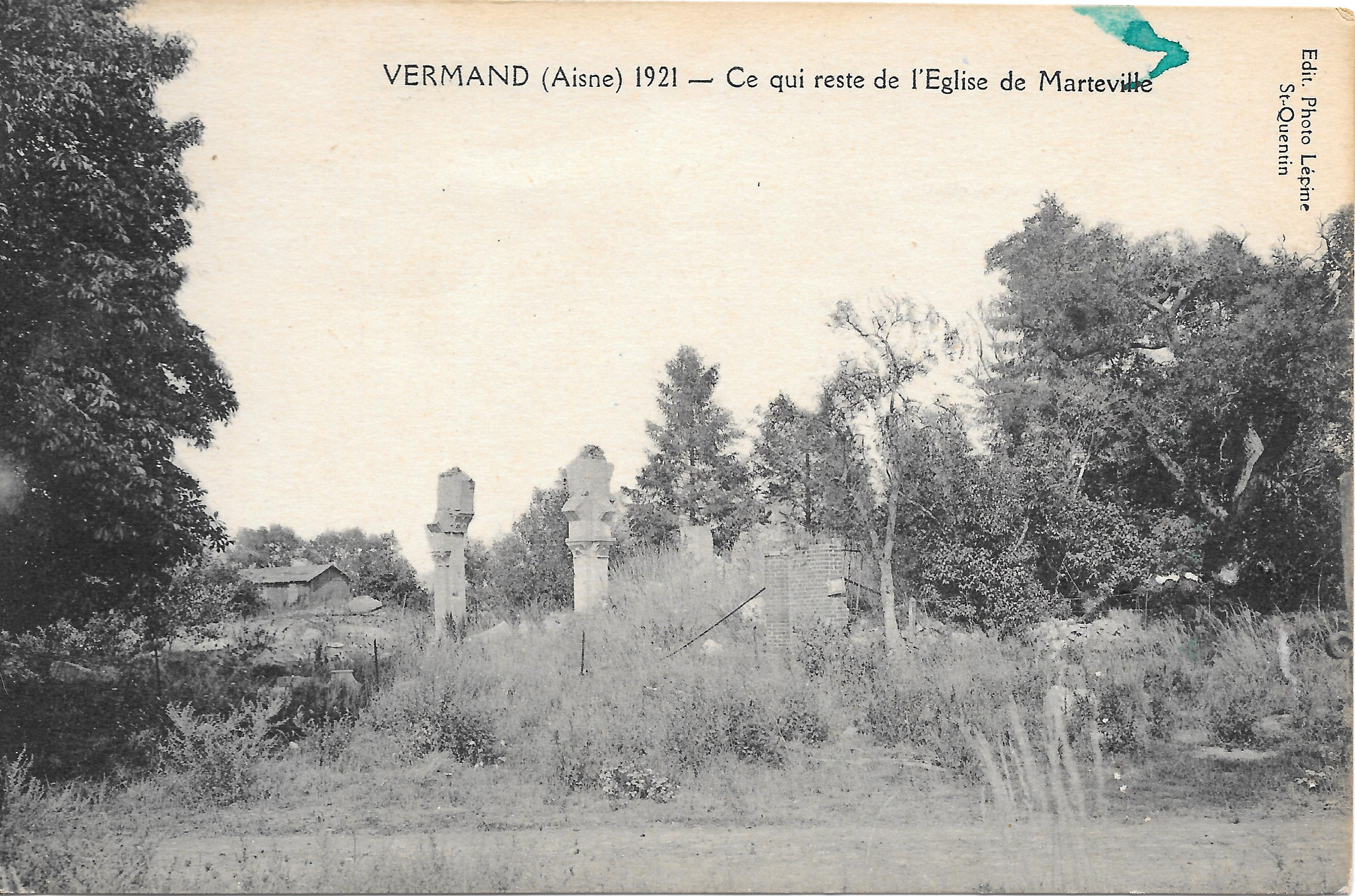
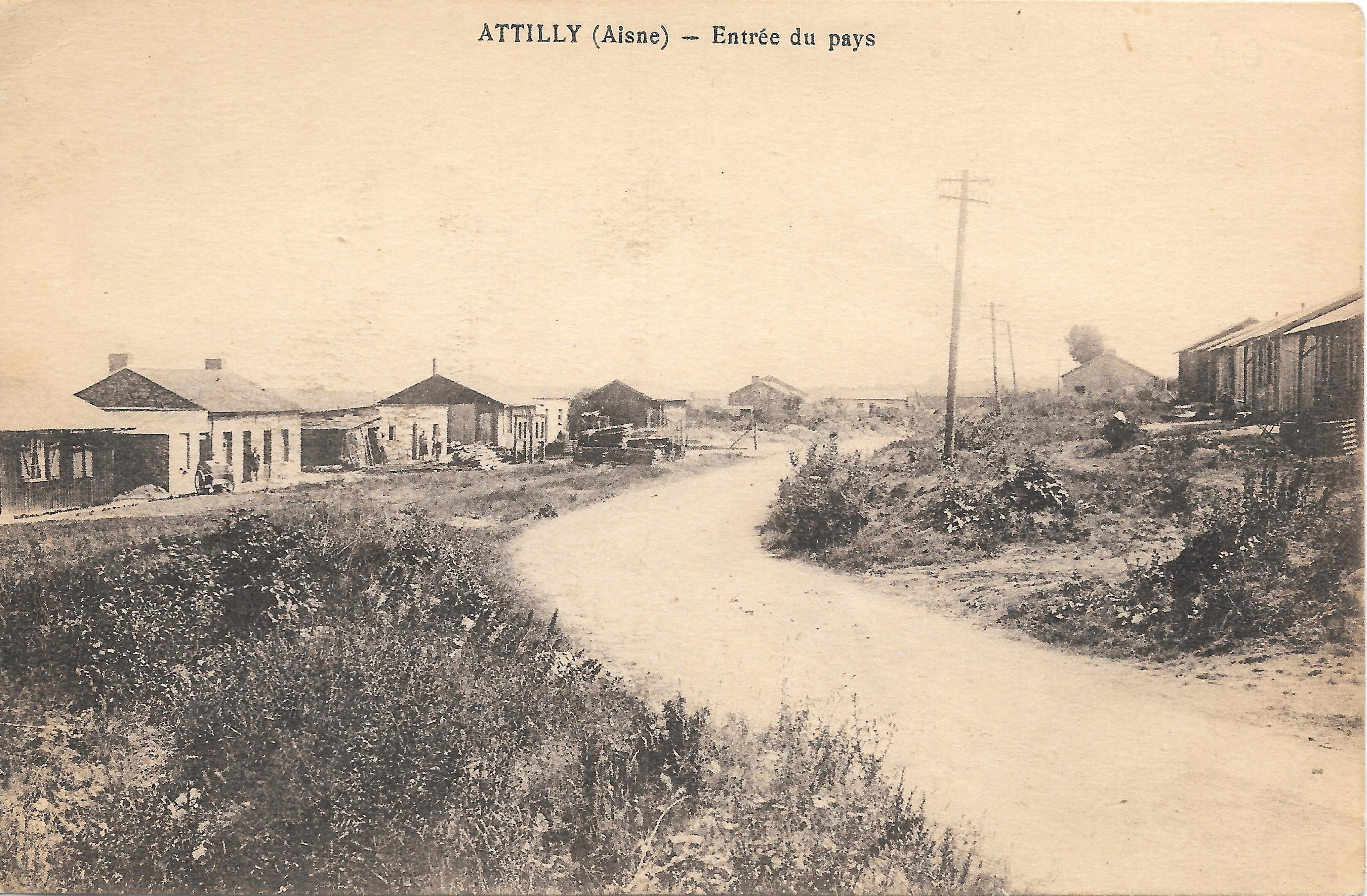
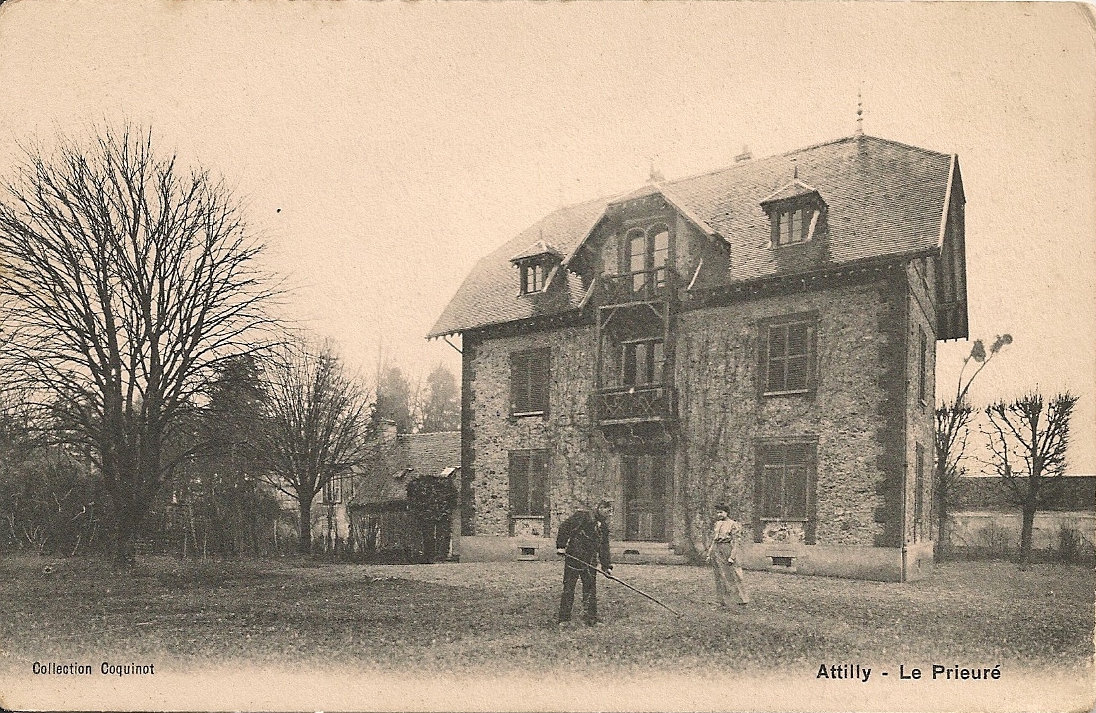

- Le moulin à eaux de Villevêque
- Église Saint-Martin d'Attilly.
- Monument aux morts, commémorant la guerre de 1914-1918.
- Marteville Communal Cemetery, cimetière militaire britannique, entretenu par la Commonwealth War Graves Commission.
- Plusieurs calvaires : un calvaire entre Attilly et Marteville, un autre entre Attilly et Holnon, encore un sur la route d'Etreillers, un autre à l'entrée du village en quittant le bois d'Attilly qui se situait face à la route de Vermand non loin de l'église, et un calvaire sur le chemin de terre en direction d'Étreillers après le château d'eau tout en haut du village.
- La tombe sur la route d'Étreillers.
- Ruine de chapelle au milieu du bois d'Attilly, reste d'un antique hameau abandonné après la Grande Guerre.
- Motte castrale[34].
- La place Verte, située sur l'ancienne voie romaine entre Holnon et Vermand.
- La place du Sar où se fêtait le 14-Juillet et où est construite la salle des fêtes.
- Tour-pigeonnier, à l'angle de la rue du Prozet.
- L'ancienne halte, située sur la ligne de Vélu-Bertincourt à Saint-Quentin en service de 1880 à 1955.

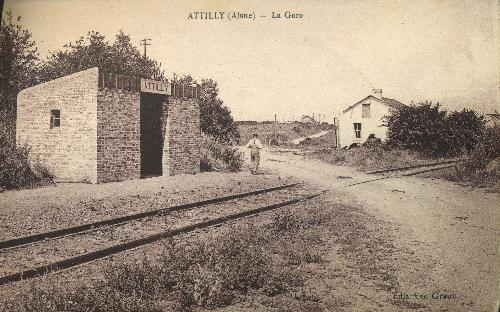
L'ancienne halte d'Attilly.

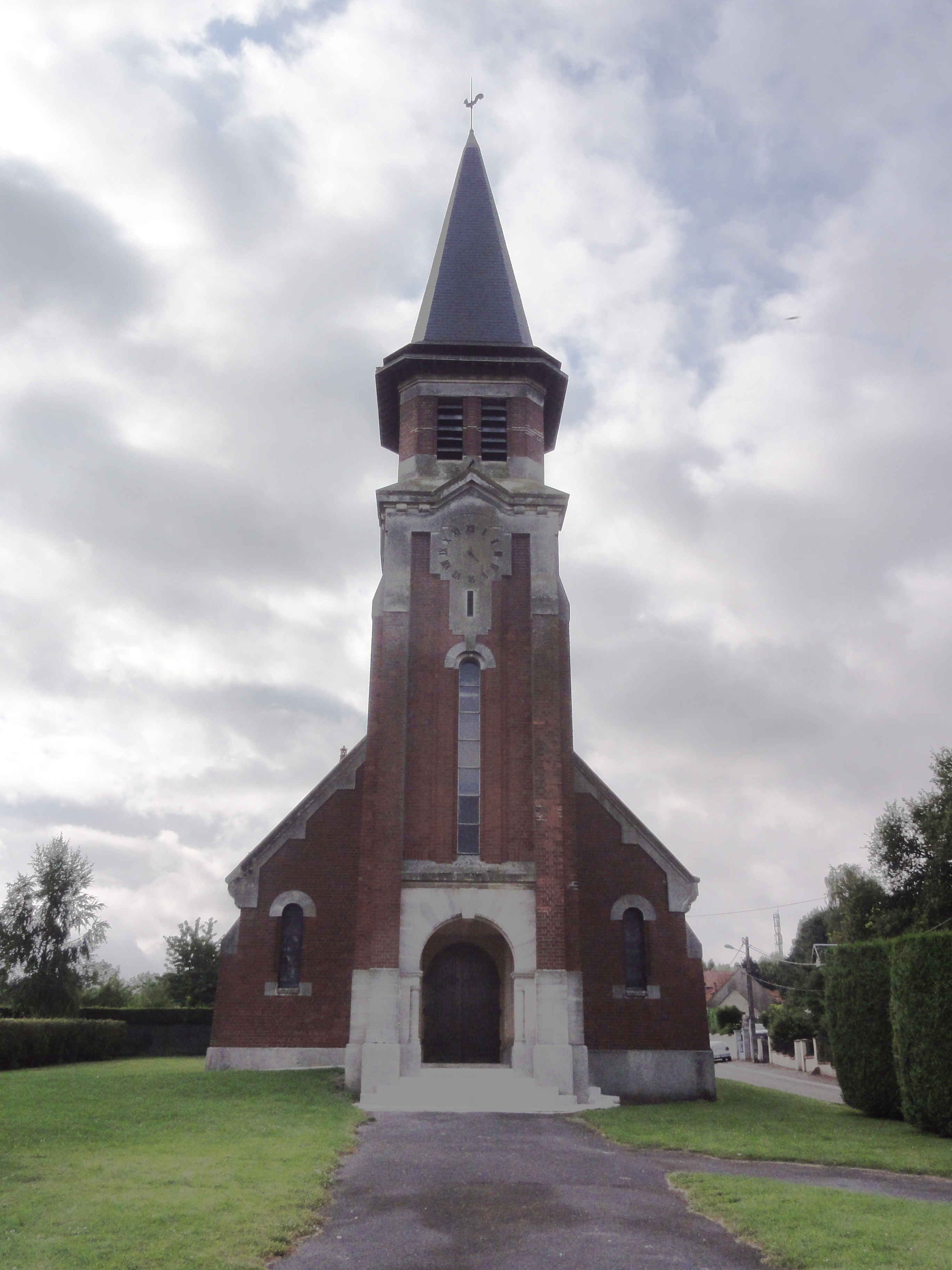
Église Saint-Martin.
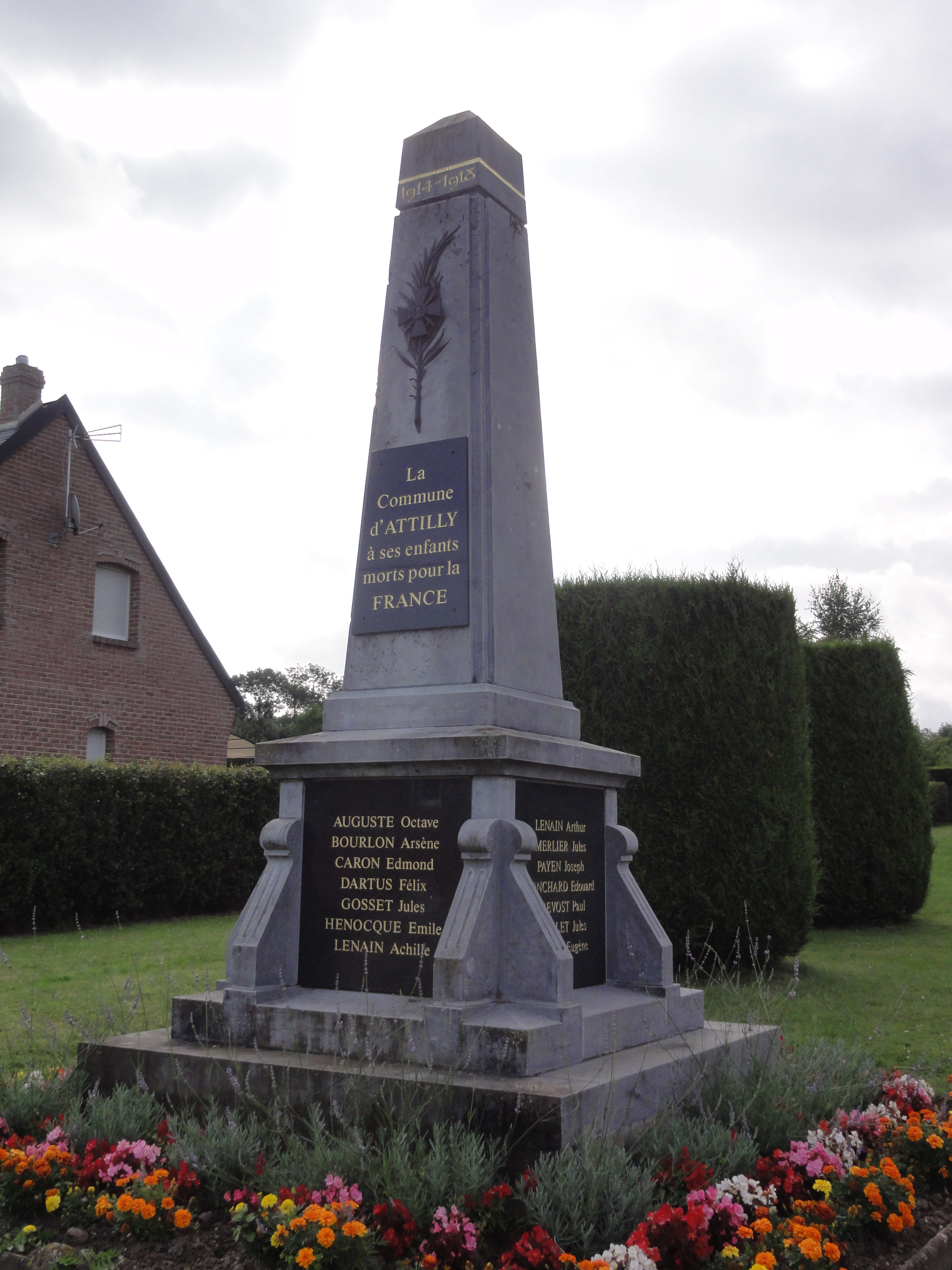
Monument aux morts.
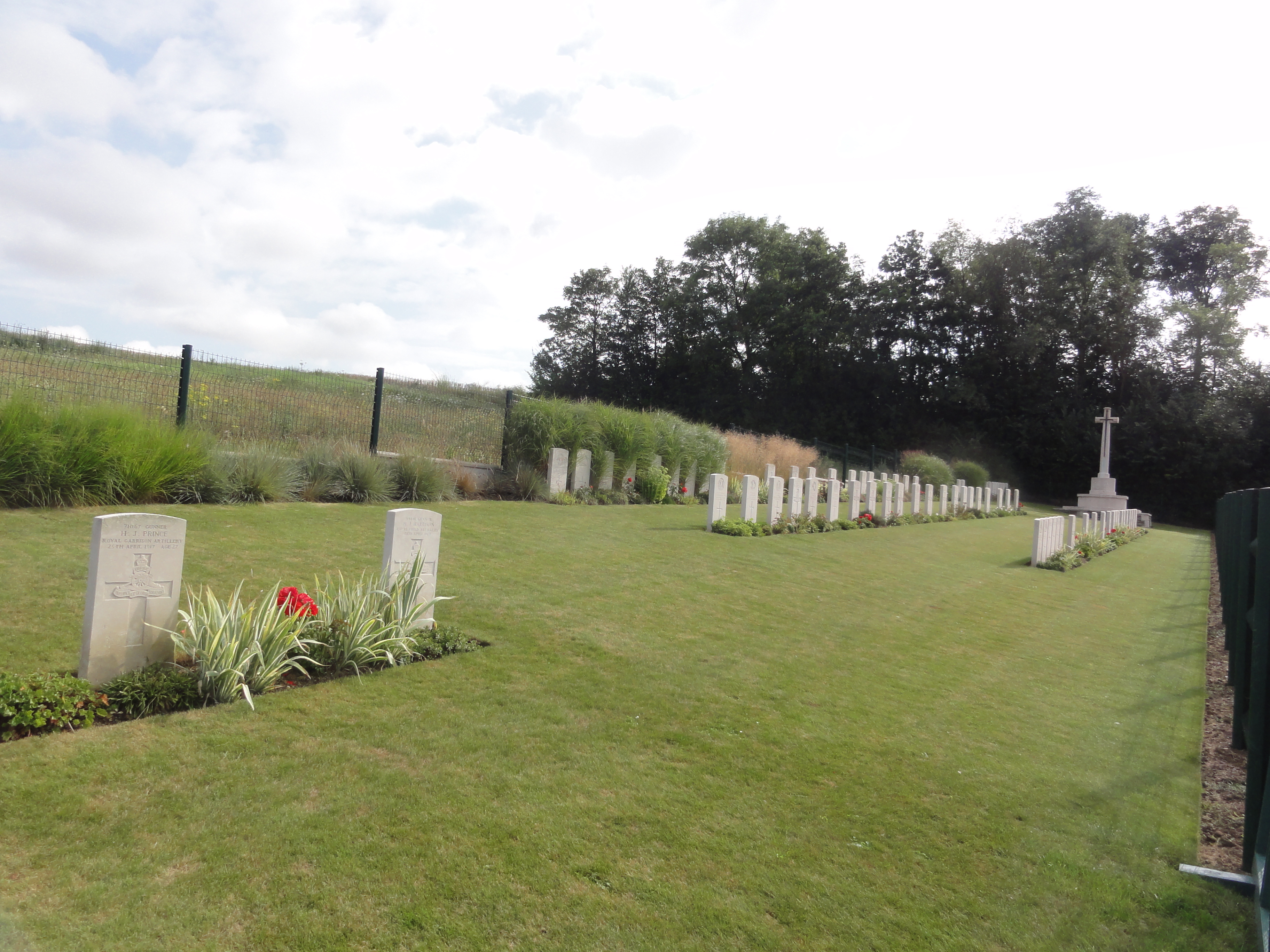
Marteville Communal Cemetery.
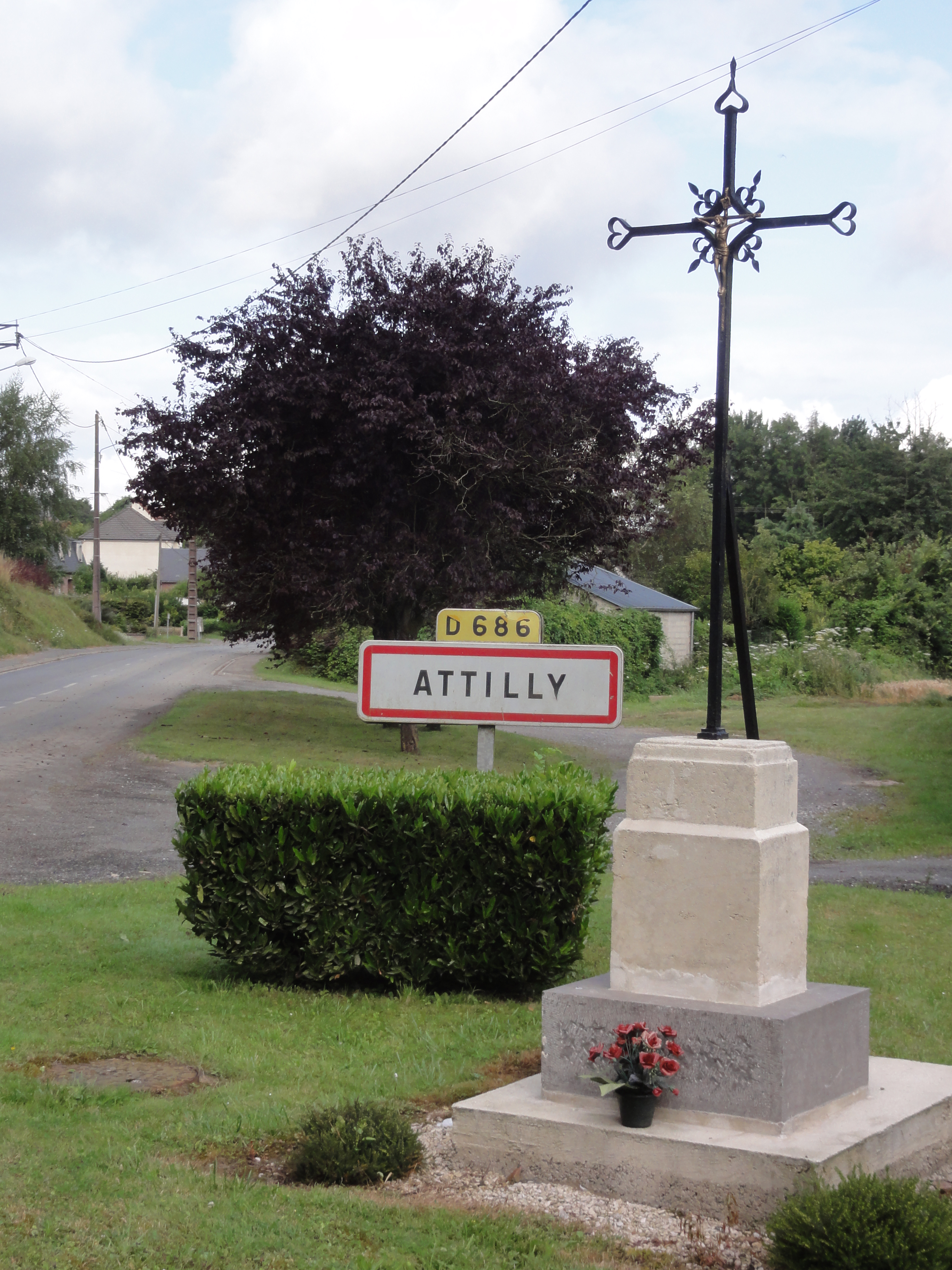
Calvaire à l'entrée d'Attilly.
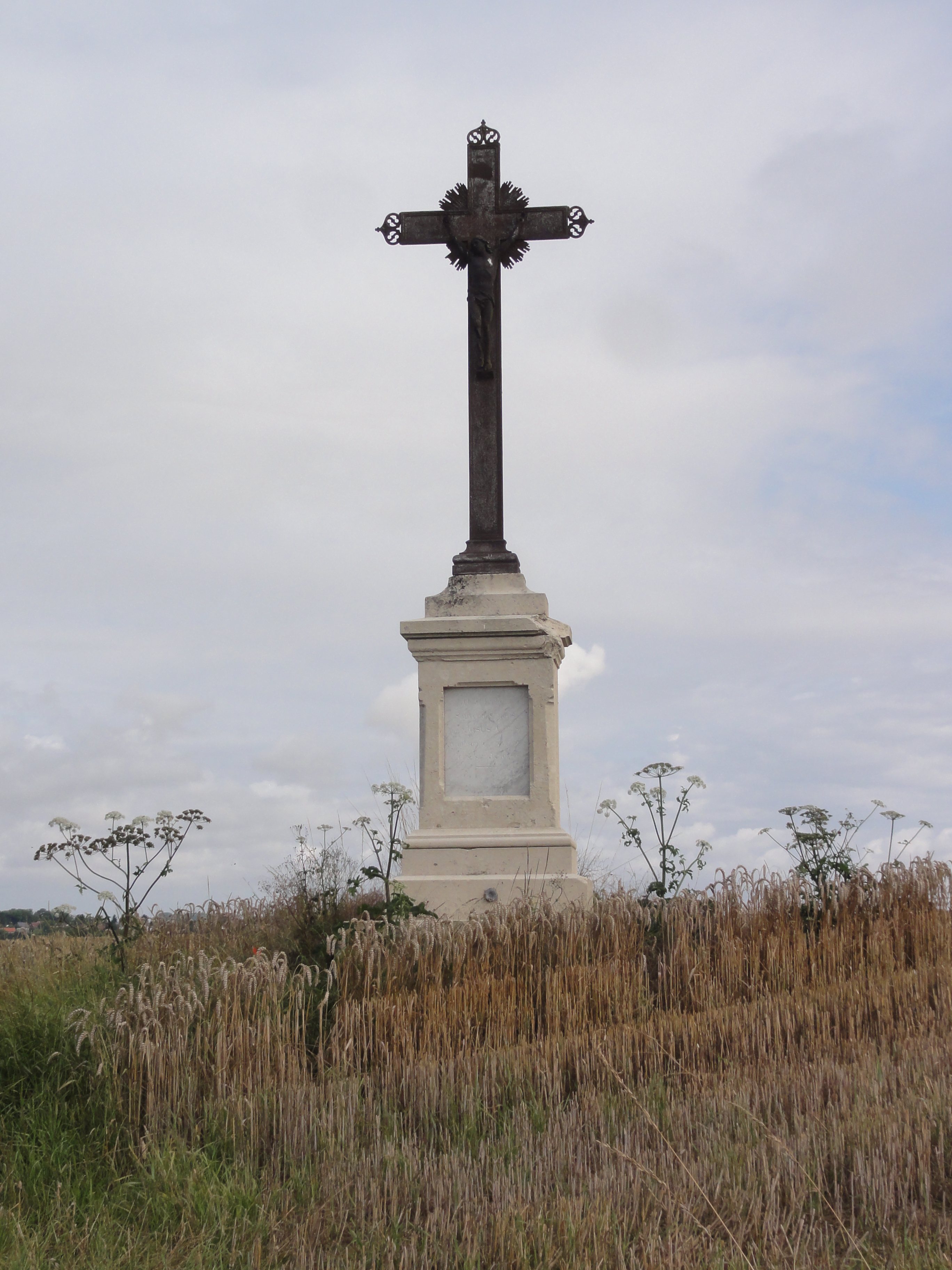
Calvaire sur le chemin de Marteville.
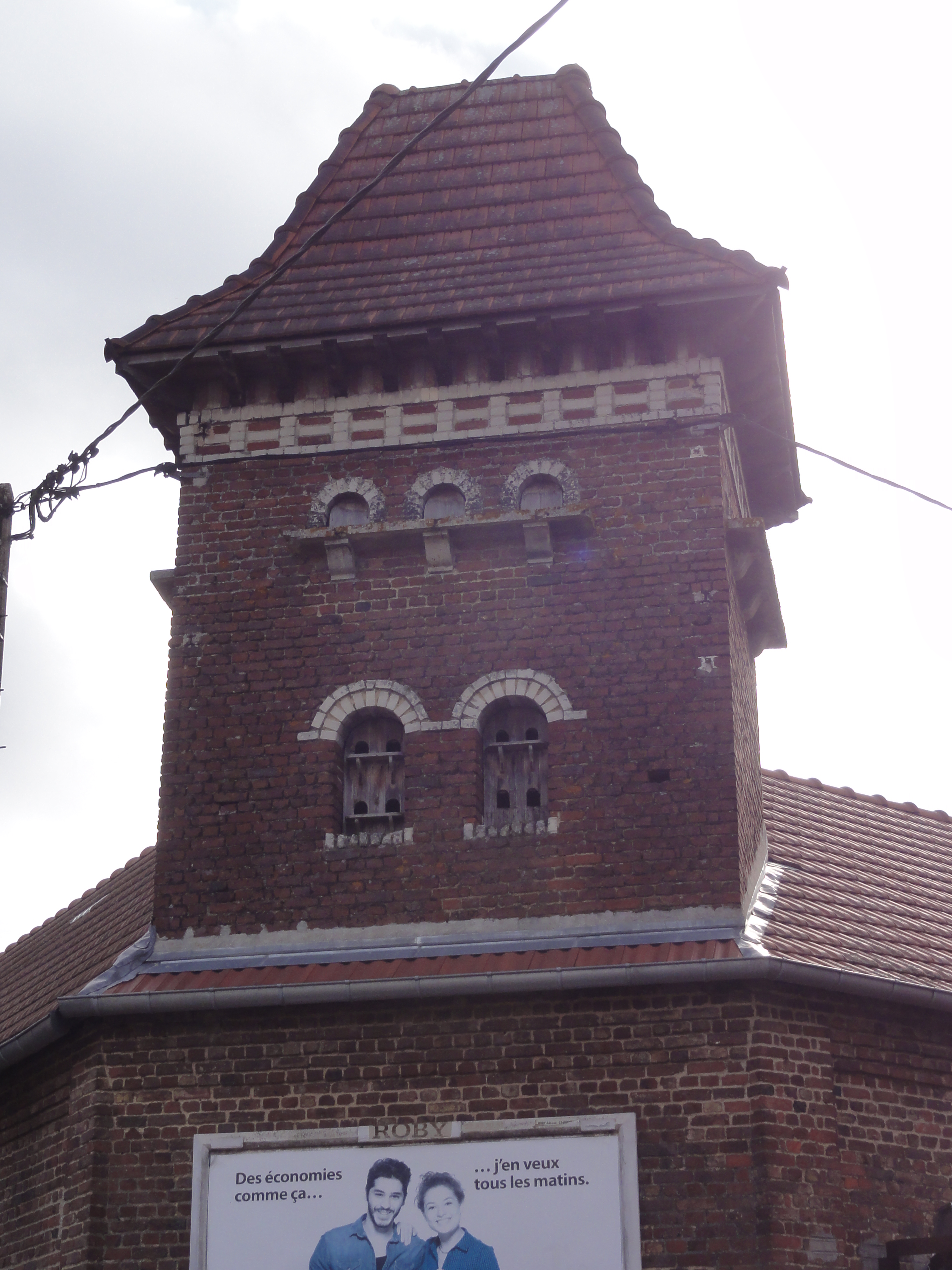
Tour-pigeonnier.

### Langue régionale
La langue parlée à Attilly est encore un dialecte picard.
Le nom jeté des habitants est Chés leus d'Attchy.

## Pour approfondir